# Stenobothrus olgaephilus
Stenobothrus olgaephilus är en insektsart som beskrevs av Sergey Storozhenko 1985. Stenobothrus olgaephilus ingår i släktet Stenobothrus och familjen gräshoppor. Inga underarter finns listade i Catalogue of Life.